# Rắn cây nâu
Rắn cây nâu (danh pháp hai phần: Boiga irregularis) là một loài rắn sống trên cây có răng nanh sau thuộc họ Colubridae có nguồn gốc từ phía đông và ven biển phía Bắc Australia, Papua New Guinea, và một số lượng lớn các hòn đảo ở tây bắc Melanesia. Chúng được Bechstein mô tả khoa học đầu tiên năm 1802.
Rắn cây nâu thường dài khoảng hơn một mét, nhưng cũng có thể phát triển đến độ dài 3 mét. Đây là rắn khét tiếng là một loài xâm lấn tàn phá phần lớn dân số loài chim trên đảo Guam. Loài rắn cây nâu ăn chim, thằn lằn, dơi và các loài gặm nhấm nhỏ trong phạm vi phân bố gốc của nó. Nó ăn chim và chuột chù ở Guam.
Loài rắn này vô tình được nhập nội vào Guam vào khoảng ngay sau Thế chiến thứ hai và trước năm 1952 trên những tàu hàng . Hơn 60 năm qua, chúng trở thành nguyên nhân chính làm tuyệt chủng dần một loài chim bản địa trên đảo. Hiện có khoảng 2 triệu con rắn nâu ở Guam. Chúng không chỉ phá hoại môi trường hoang dã mà còn cắn người dân, thậm chí phá hỏng các đường dây điện, điện thoại.
Loài rắn này không có thiên địch. Chính quyền địa phương đã lên phương án thả chuột diệt rắn dự kiến bắt đầu vào tháng 3 hoặc tháng 4 năm 2013, trong đó những con chuột con đã chết sẽ được tẩm acetaminophen, hoạt chất chính trong các thuốc giảm đau phổ biến với con người nhưng là độc hại với loài rắn cây nâu này. 

## Hình ảnh

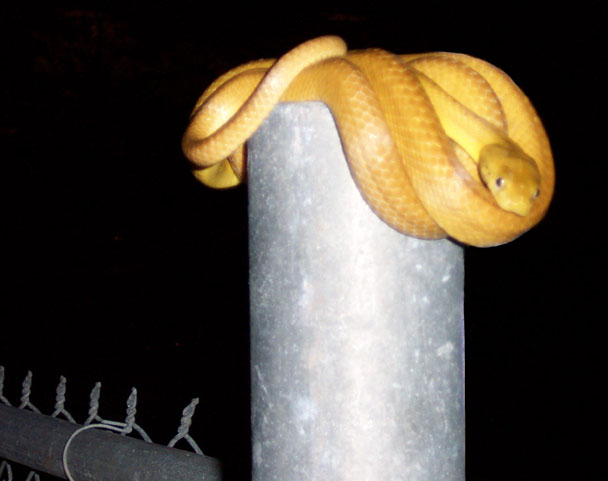
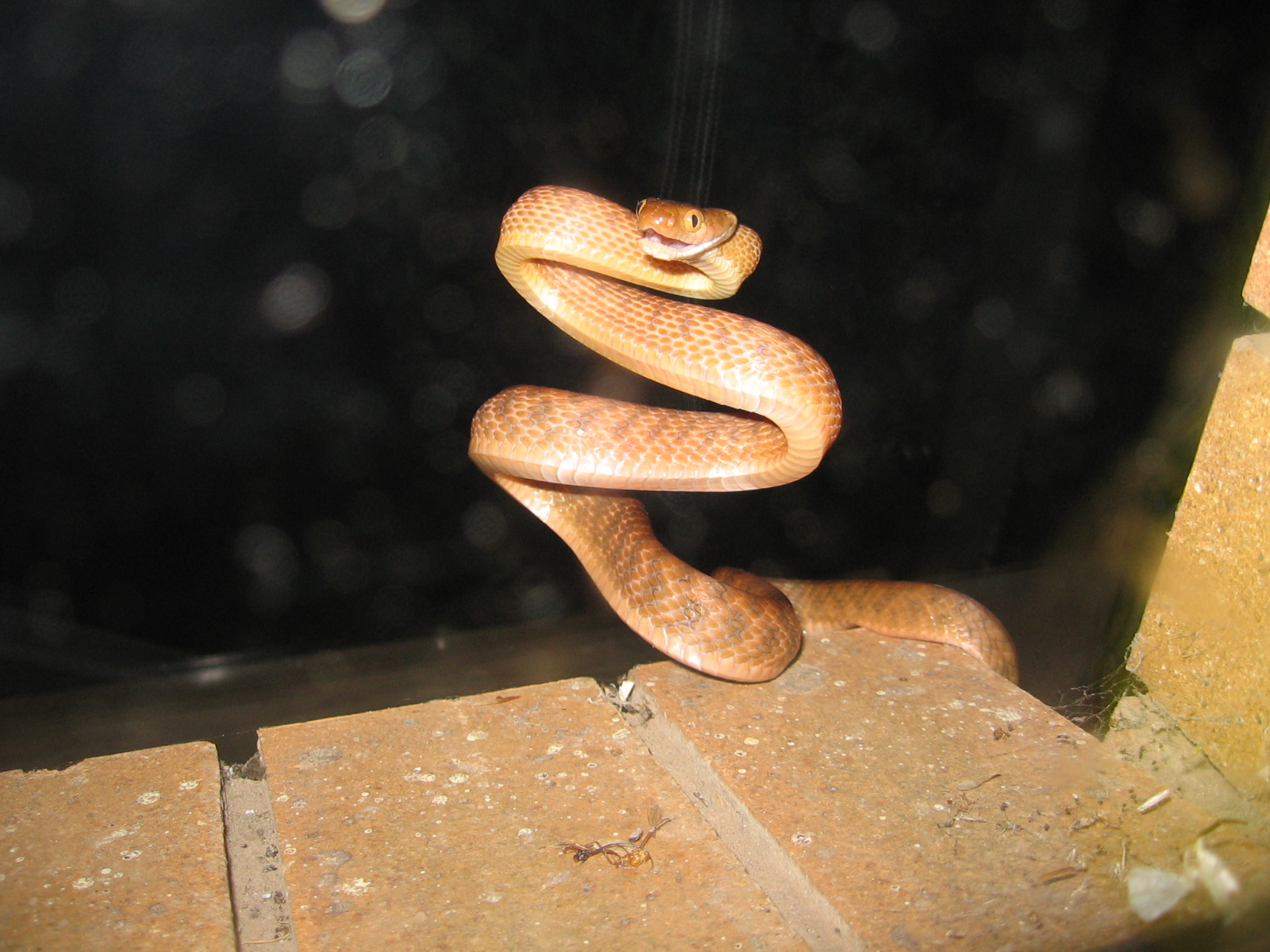
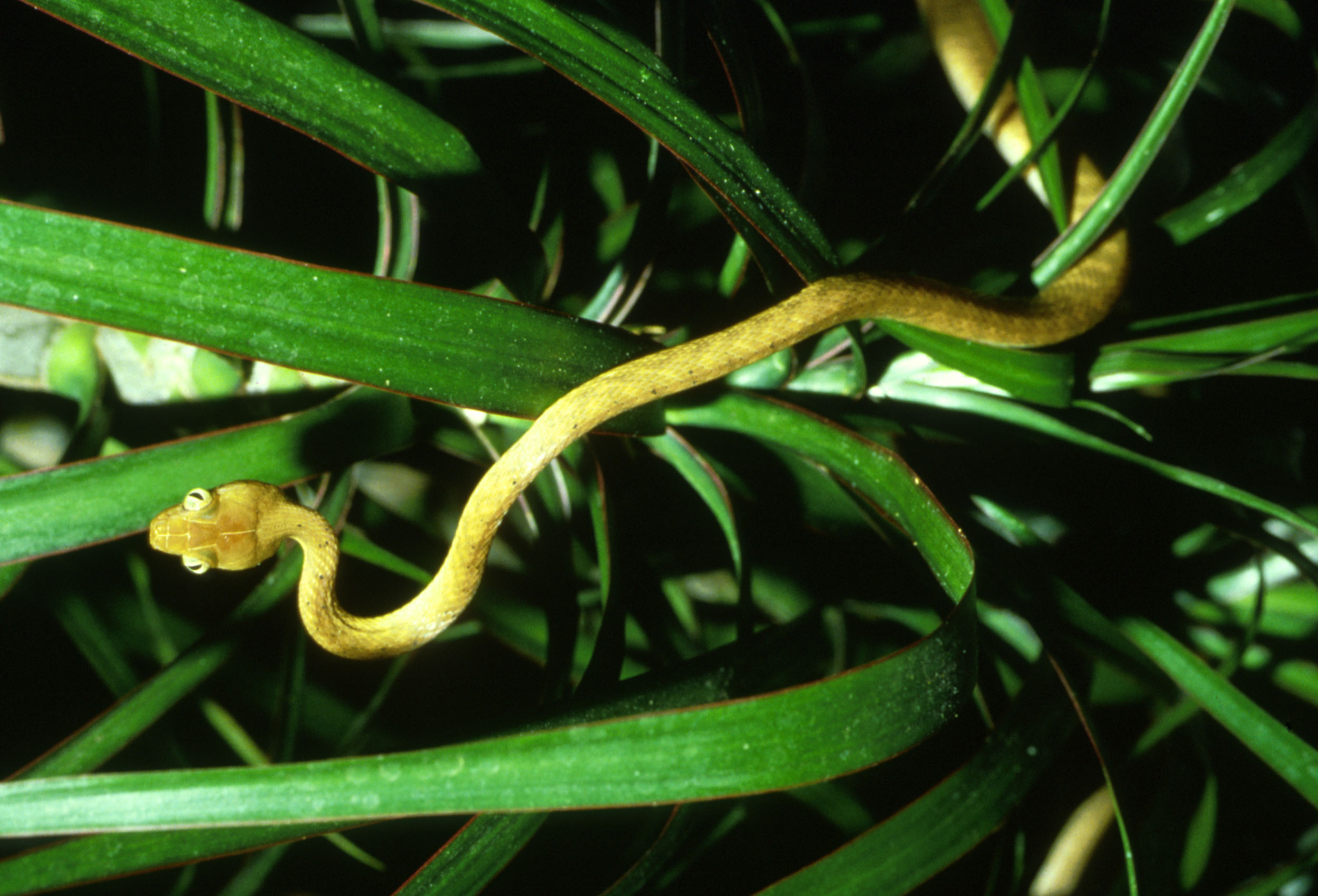